# Spider Murphy Gang
Gli Spider Murphy Gang sono gruppo musicale rock tedesco originario di Monaco di Baviera, fondato nel 1977 dal cantante Günther Sigl con Gerhard Gmell (alias Barny Murphy), Michael Busse e Franz Trojan. I testi di molte canzoni sono scritti in dialetto bavarese.

## Storia
Il nome del gruppo deriva dal gangster immaginario Spider Murphy citato nella canzone Jailhouse Rock di Elvis Presley. Sin dagli anni '70 e sotto vari nomi la band ha suonato brani rock 'n' roll diventati ben noti in Europa per essere entrati nelle  classifiche di Billboard.
Hanno conosciuto successo soprattutto con le canzoni Skandal im Sperrbezirk, uno dei manifesti musicali della Neue Deutsche Welle, Wo Bist Du e Pfüati Gott, Elisabeth, il cui video è stato girato a Roma (memorabile la scena con Sigl che fa il bagno nella Fontana di Trevi vestito).

## Formazione

### Formazione attuale
- Günther Sigl – voce e chitarra
- Gerhard Gmell – chitarra
- Willie Duncan – voce, chitarra, basso, mandolino
- Otto Staniloi – sassofono
- Dieter Radig
- Ludwig Seuss
- Andreas Keller

### Ex componenti
- Paul Dax – batterie
- Lucky Seuss – tastiere
- Michael Busse
- Franz Trojan († 2021)
- Willy Ray Ingram

## Discografia

### Album
- Rock'n'Roll Schuah (1980)
- Dolce Vita (1981)
- Tutti Frutti (1982)
- Spider Murphy Gang live! (1983)
- Scharf wia Peperoni (1984)
- Wahre Liebe (1985)
- Überdosis Rock'n'Roll (1987)
- In Flagranti (1989)
- Hokuspokus (1990)
- Keine Lust auf schlechte Zeiten (1997)
- Rock'n'Roll Story (1997)
- Das komplette Konzert (1999)
- Radio Hitz (2002)
- Skandal im Lustspielhaus (2004)